# Loctudy
Loctudy település Franciaországban, Finistère megyében. Lakosainak száma 4043 fő (2022. január 1.). Loctudy Plobannalec-Lesconil és Pont-l’Abbé községekkel határos.

## Népesség
A település népességének változása:
| Lakosok száma | 3410 | 3560 | 3622 | 4045 | 3995 | 4029 | 4073 | 4013 | 3980 | 4043 |
|               | 1968 | 1982 | 1990 | 2006 | 2013 | 2015 | 2017 | 2019 | 2020 | 2022 |